# Jackson Pollock
Jackson Pollock (n. 28 ianuarie 1912, Cody, Wyoming - d. 11 august 1956, Springs-East Hampton, New York) a fost un cunoscut pictor american, unul din exponenții majori ai expresionismului abstract.

## Biografie
Jackson Pollock s-a născut ca ultimul din cinci frați, tatăl, Leroy - zis Roy - exercita diverse meserii mutându-se dintr-o localitate în alta, mama - Stella May McClure - o femeie autoritară și exigentă, își răsfăța copiii, în special pe cel mai mic. În aceste condiții, Jackson are o tinerețe dificilă, condiționată de un caracter nevrotic introvertit cu explozii colerice violente, din care cauză este exclus de mai multe ori din școlile frecventate. Găsește un refugiu în teosofia mistică propagată de Jiddu Krishnamurti, după care la fericire se poate ajunge doar prin descoperirea conștiinței de sine, doctrină care avea să-i influențeze întreaga dezvoltare artistică.
În anul 1930 se stabilește la New York, în Greenwich Village, și se înscrie la "Art Students' League" ("Liga studenților în artă"), frecventând atelierul pictorului Thomas Hart Benton. Primele tablouri ale lui Pollock reprezintă peisaje din natura americană și sunt orientate la stilul naturalist al lui Benton. Mai târziu se simte influența picturii murale mexicane (muralismo: José Clemente Orozco, David Alfaro Siquieros) și a lui Albert Rider, realizând tablouri vaste cu teme mitologice și totemistice din cultura indienilor americani. În 1935 face o criză depresivă și caută refugiul în alcool. Reușește să se vindece și lucrează pentru "Federal Arts Project" instituit de "Works Progress Administration" (WPA). În 1938 este însă concediat datorită abuzului de alcool și este internat în spitalul White Plains, unde rămâne timp de patru luni. După ieșirea din clinică, face un tratament psihanalitic, care nu reușește să-l vindece de alcoolism, în schimb îl convinge să-și învingă inhibiția din planul comunicației verbale, exprimându-și stările inconștiente de anxietate cu o lungă serie de desene suprarealiste. Se împrietenește cu John Graham, director la "Metropolitan Museum of Art" din New York, care îi prezintă pe pictorița Lee Krasner, evreică de origine rusă, crescută în Brooklyn. Între ei se dezvoltă o relație amoroasă și Lee îl introduce în mediul artistic din New York, unde pictura lui Pollock începe să devină cunoscută și apreciată. 

Suportul figurativ devine tot mai îndepărtat și abordarea tot mai spontană. Cunoștința cu Peggy Guggenheim (1943), cunoscuta colecționară de artă, care îi va organiza prima expoziție personală la galeria sa "The Art of This Century" și în continuare alte trei în anii 1943-1947, precum și întâlnirile cu Robert Motherwell și Harold Rosenberg, care îl atrag în cercul revistei Possibilities, au o mare importanță pentru cariera artistului. Tabloul Stenographic Figure (1943), expus prima dată de Peggy Guggenheim, se bucură de un imens succes. În anul 1945 se căsătorește cu Lee Krasner și se stabilește în Long Island. Din anul 1950 reîncepe consumul excesiv de alcool, fapt care se resimte în producția sa artistică. În seara zilei de 11 august 1956 suferă un accident de circulație și moare pe loc, catapultat de la volanul automobilului în trunchiul unui arbore.

## Opera artistică
După îndelungate căutări, de la pictura naturalist-figurativă până la suprarealism, din anul 1946 începe perioada sa de creație cu adevărat novatoare, cînd se rupe complet de suportul figurativ, de poetica reprezentării. E și perioada inovațiilor tehnice, așternând culoarea prin picurare, prin scurgere (drip paintings). Cu această tehnică de action painting sau "pictură gestuală" creează structuri coloristice complexe, conglomerate una într-alta, ca în "Cathedral" (1947). Lui Pollock i se datorează în cea mai mare parte demarajul unei picturi americane eliberate de modelele europene, deși, firește, se pot găsi filiațiile sale într-o serie de demersuri ale suprarealismului, dadaismului și abstracționismului liric. Pollock împinge însă până la limită consecințele unor tentative de a desprinde emoția de orice aluzie metaforică și de a lăsa impulsul creator să se declanșeze fără constrângere și fără nicio obligație explicativă. Într-adevăr, important este momentul creației, moment exploziv ce epuizează nevoia de expresie și comunicare. Pentru că, practic, pânzele lui Pollock se păstrează surprinzător de elocvent, ca opere finite, în cadrele picturii autentice. Traiectele de culoare, care se întretaie într-o amețitoare mișcare spațială, angajează relații armonice, iar suprafața se dovedește compusă cu multă rigoare. 
Faptul că opera de artă, recuperată și expusă, e conservată, nu este decât un act reflex, expresia unei atitudini tradiționale față de artă și, din acest punct de vedere, nu intră în contradicție cu sensul creației.